# Manzano
Manzano (friülà Manzan) és un municipi italià, dins de la província d'Udine. L'any 2007 tenia 6.778 habitants. Limita amb els municipis de Buttrio, Corno di Rosazzo, Pavia di Udine, Premariacco, San Giovanni al Natisone i Trivignano Udinese.

## Administració
| Període | Identitat     | Partit      |
| ------- | ------------- | ----------- |
| 2004-   | Lidia Driutti | Centredreta |